# 息子 (映画)
『息子』（むすこ）は、1991年公開の日本映画。製作・配給会社は松竹で、監督は山田洋次。椎名誠の小説『倉庫作業員』を原作として山田と朝間義隆が脚本を担当。岩手県の山奥で暮らす父親と、都会でフリーターを続ける息子との葛藤と心の変化を描いた社会派ドラマ。第15回日本アカデミー賞や第65回キネマ旬報ベスト・テンなど、数多くの映画賞を受賞した。

## ストーリー
東京の居酒屋でアルバイトをしている哲夫は、1990年（平成2年）7月（バブル景気時）、母の一周忌で帰った故郷の岩手でその不安定な生活を父の昭男に戒められる。居酒屋のアルバイトを辞めた哲夫は下町の鉄工所にアルバイト（後に有期雇用フルタイムへ登用）で働くようになる。製品の配達先で伝票を処理してくれる女性と顔を合わせる。埃っぽい倉庫で一人で仕事をする、その女性の名前が征子だと知る。仕事は辛いし孤独も感じるが、彼女と顔をあわせるのが楽しみになる哲夫。
しかし笑顔を見せてくれるが、一言も声をかけてこない彼女にモヤモヤした想いが募る。何故に挨拶もしてくれないのかと彼女に問う。哲夫は入院中の相棒のタキさんを見舞った際に、あんなきれいな人なのに聴覚に障害があるなんてな、と聞かされる。自分への恥ずかしさと怒りがないまぜになった感情は「いいではないか、聾唖の人。いいではないか。タキさんは何様なんだ」と言わせていた。翌年の1月に上京してきた父に、哲夫は征子を紹介する。彼は父に、征子と結婚したいと告げる。息子の門出を見送った昭男は岩手に戻る。誰もいない家の中に、かつて家族と暮らした暖かい日々の様子が昭男の眼に映ってくる。

## キャスト
浅野昭男
演 - 三國連太郎
岩手の田舎で一人暮らしをする男性。農業で自分一人が食べていくだけの稼ぎで細々と暮らす。過去に出稼ぎで何度か東京に来たことがある。普段は朴訥とした性格だが、時々頑固で意地っ張りになることがある。本当は一人暮らしに寂しさを感じているが、親族から心配されるのを嫌がる。すぐに仕事を辞めてしまう哲夫に呆れている。
浅野哲夫
演 - 永瀬正敏
昭男の次男。東京で一人暮らしをしている青年。上京して数年経つが岩手訛りが抜けない。根気がなく理由をつけては職を変えるだらしない性格。口下手で、学歴コンプレックスを抱える。昭男に対し、子供の頃から忠司と比べられたことでわだかまりを持つ。職を転々とした後、鉄工所で働き出し、仕事関係で知り合った征子に一目惚れする。
川島征子（せいこ）
演 - 和久井映見
鉄工所の得意先である製作所で働く女性工員。埃の舞う製作所の倉庫で一人で在庫管理などをしている。柔らかい笑顔が印象的な魅力的な美人。実は聴覚に障がいを持ち、聴くこと話すことができない。哲夫からの積極的なアプローチに戸惑いを見せる。

### 昭男の子供など
浅野忠司
演 - 田中隆三
昭男の長男。大学を卒業後大きな会社でサラリーマンとして日夜働いている。頭のできは良いが、気が小さくストレスを抱えやすい性格。趣味は家族で出かけた時のビデオ撮影と鑑賞。
浅野玲子
演 - 原田美枝子
忠司の妻。哲夫の義姉。小学生ぐらいの娘二人と共に家族4人で千葉のマンションに住んでいる。昭男との同居を考えるなど、長男の嫁ということで気苦労を重ねる。
浅野とし子
演 - 浅田美代子
昭男の長女。実家から離れてはいるが、岩手に住んでいる。結婚後、中々子宝に恵まれない。昭男を気にかけるが、昭男の頑固な一面に困っている。
浅野徹
演 - 山口良一
とし子の夫。昭男を引き取るかどうかとし子と相談する。不安定な仕事をする哲夫を心配する。

### 鉄工所の人たち
加藤二郎
演 - いかりや長介
作業場のリーダー的存在。周りから「おっさん」と呼ばれている。仕事中は危険なため怒鳴るように周りに指示している。ビール好きで「ビールは最初の一口目が美味い」が口癖。
三沢さん
演 - 梅津栄
鉄工所で働く気のいいおじさん。きつい仕事なのに働きに来た哲夫を不思議がり、翌日も働きに来るかどうか仲間内で賭ける。
アキ
演 - 渡部夏樹
鉄工所で働く若者。髪型は金髪のリーゼントパーマ。笑いの沸点が低く周りの言動を見聞きしては、一人で笑いをこらえている。勤務態度は真面目。
鉄工所の主任
演 - 佐藤B作
作業場の労務管理を担当。また会社の上層部からの指示を伝えて作業場との調整役も担う。上層部からの突然の指示変更により「おっさん」から文句を言われることがあり、頭を悩ませる。

### 鉄工所の仕事相手など
タキさん
演 - 田中邦衛
運送会社で働くおじさん。自社のトラックで鉄工所の鉄製品を受け取り、哲夫と二人で納品先の製作所まで運ぶ。運転中は、日常生活や渋滞などについてよく愚痴をこぼしている。
運送会社の社長
演 - レオナルド熊
タキさんが数日間休んだ時に自ら仕事を代わる。故郷の自然がゴルフ場などに変わっていくことを嘆いている。
サクラ製作所の事務員
演 - 中村メイコ
征子が休んだ時に代わりに納品の受付をする。いつも仕事で来る哲夫に、征子が聴覚に障害があることを伝える。少々お節介なおばさん。

### 昭男をよく知る人たち
浅野守
演 - ケーシー高峰
昭男の弟。地元で昭男と同じような一人暮らしをする年寄りが、火事で亡くなったことを引き合いに出して、昭男との同居を忠司やとし子に促す。
浅野綾子
演 - 浅利香津代
守の妻。昭男の義理の妹。一人暮らしをする昭男を心配するが、忠司の気持ちを考えずに余計なことを言う。
浅野きぬ江
演 - 音無美紀子
昭男の妻。故人。作中に自身の1周忌が行われる。回想シーンに登場。
寺尾
演 - 松村達雄
昭男の戦友。熱海で開かれた戦友会の集まりに参加する。自らの希望で有料老人ホームに入所している。昭男とは時々連絡を取っている。昭男と同じように妻に先立たれている。
藤田
演 - 村田正雄
元伍長で昭男の上官。戦友会の集まりで昭男と久しぶりに再会する。戦時中は昭男を殴ることもあったが、戦友会ではそのことを低姿勢で謝っている。

### その他
昭男の隣人
演 - 奈良岡朋子
時々手作りのおかずを昭男におすそ分けしに来て雑談を交わす。
田舎の老人
演 - 浜村純
昭男の家の近所の住人。家の近くにバス停があり、哲夫がバスで帰郷した時などに声をかける。
居酒屋の板長
演 - 中本賢
哲夫がバイトする居酒屋を仕切る。店の忙しさもあって訛りのある哲夫に文句を言う。
哲夫の隣人
演 - 小倉一郎
哲夫と同じアパートに住む青年。哲夫が外出している間に、昭男がアパートを訪ねてきたことを伝える。
主婦
演 - 谷よしの
都電荒川線・飛鳥山駅ホームで哲夫とぶつかり、レジ袋から茄子を７個、落とす。
哲夫に「なにしてんのよ。」「気をつけなさい。」と注意する。

## スタッフ
- 監督・脚本：山田洋次
- 原作：椎名誠『倉庫作業員』（『ハマボウフウの花や風』収録）
- 脚本：朝間義隆
- 製作総指揮：大谷信義
- プロデューサー：中川滋弘、深澤宏
- 音楽：松村禎三
- イメージソング： 中島みゆき『with』
- 撮影：高羽哲夫
- 美術：出川三男
- 照明：青木好文
- 編集：石井巌
- 助監督：五十嵐敬司、荒井雅樹、阿部勉、朝原雄三、鈴木敏夫
- 衣装：松竹衣装
- 題字：榊莫山
- ステディカム：佐光朗
- 現像：IMAGICA
- 賛同：日本生活協同組合連合会
- 推薦：全国社会福祉協議会、全国農業婦人組織協議会
- 協力：麒麟麦酒、日立製作所、日産自動車、日産ディーゼル、三八五流通

## 受賞／ノミネート
※太字が受賞、太字でないものはノミネート。
- 第15回日本アカデミー賞[1]
  - 最優秀作品賞／最優秀主演男優賞（三國連太郎）／最優秀助演男優賞（永瀬正敏）／最優秀助演女優賞（和久井映見）／新人俳優賞（永瀬正敏・和久井映見）
  - 優秀監督賞／優秀音楽賞／優秀撮影賞／優秀照明賞／優秀美術賞／優秀録音賞／優秀編集賞
- 第65回キネマ旬報ベスト・テン
  - 委員選出日本映画部門第1位／監督賞／主演男優賞（三國連太郎）／助演男優賞（永瀬正敏）／助演女優賞（和久井映見）
- 第46回毎日映画コンクール
  - 日本映画大賞／監督賞／男優主演賞（永瀬正敏）／撮影賞／日本映画ファン賞
- 第4回日刊スポーツ映画大賞
  - 作品賞／監督賞／主演男優賞（三國連太郎）／助演男優賞（永瀬正敏）／助演女優賞（和久井映見）
- 第34回ブルーリボン賞
  - 助演男優賞（永瀬正敏）
- 第16回報知映画賞
  - 作品賞／主演男優賞（永瀬正敏）
- 第15回山路ふみ子映画賞
  - 福祉賞（山田洋次）／新人女優賞（和久井映見）
- 第1回日本映画批評家大賞　
  - 作品賞／男優賞（三國連太郎）